# Lymire vedada
Lymire vedada är en fjärilsart som beskrevs av William Schaus 1938. Lymire vedada ingår i släktet Lymire och familjen björnspinnare. Inga underarter finns listade i Catalogue of Life.